# Cantó de Plérin
El cantó de Plérin (bretó Kanton Plerin) és una divisió administrativa francesa situat al departament de Costes del Nord a la regió de Bretanya.

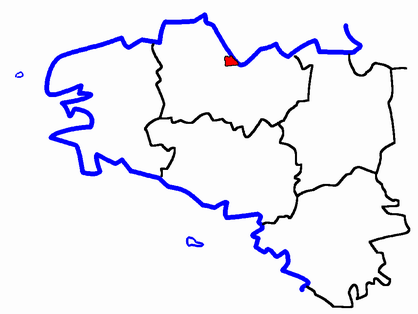
Situació del cantó

## Composició
El cantó aplega 3 comunes :
| Nom bretó | Nom francès | Nom gal·ló |
| Plerin    | Plérin      | Plérein    |
| Porzhig   | Pordic      | Pordic     |
| Tremuzon  | Trémuson    | ---        |

## Història
| Data d'elecció                           | Identitat     | Partit | Qualitat |
| ---------------------------------------- | ------------- | ------ | -------- |
| 2004-                                    | Paule Quéméré | PS     |          |
| les dades anteriors no són pas conegudes |               |        |          |
|                                          |               |        |          |